# クラレンス・A・ウォルド
クラレンス・アビアタール・ウォルド（Clarence Abiathar Waldo、1852年1月21日 - 1926年10月1日）は、アメリカ合衆国の数学者、著述家、教育者である。インディアナ州円周率法案を巡って重要な役割を果たしたことで知られている。

## 生涯
ニューヨーク州ハモンドで生まれた。
ウェズリアン大学で1875年にBachelor of Arts（学士号）、1878年にMaster of Arts（修士号）を取得し、1894年にシラキュース大学でPh.D.を取得した。
1877年から1881年までウェズリアン大学数学科でチューターをしていた。インディアナ州テレホートのローズ工科大学で数学教授（1883年から1891年まで）や学長代理（1885年から1886年まで、1888年から1889年まで）を務め、1891年から1895年までインディアナ州グリーンキャッスルのデポー大学で数学教授、1895年から1898年までインディアナ州ラファイエットのパデュー大学の数学主任教授を務めた。その後、セントルイス・ワシントン大学で数学教授（1908年から1910年まで）、数学と応用力学のセイヤー教授、数学科主任（1910年から1917年まで）を務め、1917年より同学の名誉教授となった。
1888年にA manual of descriptive geometry, with numerous problems（数多くの問題つきの図法幾何学のマニュアル）を刊行した。
ウォルドはインディアナ科学アカデミーの創立会員であり、1897年には会長を務めた。同年、州下院を通過していたインディアナ州円周率法案について、採択すべきではない理由を州上院議員に説明し、採決が無期限延期されたことで、有名になった。

## 著書
- Clarence A. Waldo, A manual of descriptive geometry, with numerous problems,  Boston: D.C. Heath and Co.,  1888, 1895, 77 pages.